# 竹山メリー
竹山 メリー（たけやま メリー、1980年2月4日 - ）は、日本の元女優。兵庫県出身。身長160cm。体重47kg。血液型A型。趣味・特技は英語、中国語、茶道、日舞、フラメンコ、ピアノ、バイオリン、クラリネット、乗馬。ハーバード大学生物学科卒業。2009年度以降の芸能活動および所属事務所は不明。
2014年から 映像コンテンツ権利処理機構 に連絡の取れない権利者として掲載されている。

## 出演

### テレビ
- ナイトホスピタル（2002年、日本テレビ）
- 年下の男（2003年、TBS）
- 動物のお医者さん（2003年、テレビ朝日）
- ライオン先生（2003年、日本テレビ）
- それは、突然、嵐のように…（2004年、TBS）
- 春のドラマスペシャル「女達の罪と罰」（2004年、フジテレビ）
- 君が想い出になる前に（2004年、フジテレビ）
- 南くんの恋人（2004年、テレビ朝日）
- 女変装捜査官（2004年、テレビ朝日）
- 松本清張 黒革の手帖（2004年、テレビ朝日）※第1・5話
- 救命病棟24時（2005年、フジテレビ）
- 世にも奇妙な物語 春の特別編 (2005年)「倦怠期特効薬」（2005年、フジテレビ）
- 新米事件記者・三咲（2005年、テレビ東京）
- 女変装捜査官2（2005年、テレビ朝日）
- 御宿かわせみ（2005年、NHK）
- 黒革の手帖スペシャル〜白い闇（2005年、テレビ朝日）
- 金曜エンタテイメント特別企画「ずっと逢いたかった。」（2005年、フジテレビ）
- ハルとナツ 届かなかった手紙（2005年、NHK）
- 古畑任三郎ファイナル〜フェアな殺人者（2006年、フジテレビ）
- 松本清張 けものみち（2006年、テレビ朝日）
- Ns'あおい (テレビドラマ)（2006年、フジテレビ）
- 銭湯の娘（2006年、MBS）
- 世にも奇妙な物語「奥さん屋さん」（2006年、フジテレビ）
- MBO（マネジメント・バイアウト）〜経営権争奪・企業買収の行方（2006年、WOWOW）
- 松本清張・最終章 わるいやつら（2007年、テレビ朝日）
- 王様の心臓〜リア王より〜（2007年、日本テレビ）
- 暴れん坊ママ（2007年、フジテレビ）
- 夏樹静子サスペンス特別企画 四文字の殺意「ひめごと」（2008年、テレビ東京）
- 交渉人〜THE NEGOTIATOR〜（2008年、テレビ朝日）
- 探偵 左文字進12（2008年、TBS）

### 映画
- 妖怪奇談（2007年）

### 舞台
- あたっくNo.1（2005年、2006年）
- 叫び！（2007年）

### DVD
- 黄金の都バーミヤン 〜三蔵法師が見た巨大仏〜 英語版（2006年）